# Иллазаров, Исай Иллазарович
Исай Иллазарович Иллазаров (1920—1944) — участник Великой Отечественной войны, командир расчёта противотанкового ружья 272-го гвардейского стрелкового полка (90-й гвардейской стрелковой дивизии, 22-го гвардейского стрелкового корпуса, 6-й гвардейской армии, 1-го Прибалтийского фронта), Герой Советского Союза, гвардии старший сержант.

## Биография
Родился в семье рабочего. Горский еврей.
Окончил 7 классов школы № 10 в Нальчике и курсы шофёров. Работал шофёром на хлебозаводе.
В РККА с 1941 года. Участник Великой Отечественной войны с 1941 года. Первый бой встретил на подступах к Москве. В декабре того же года был тяжело ранен. После выписки вновь вступил в строй.
Летом 1942 года Исай Иллазарович подбил на Дону вражеский танк, за что был награжден медалью «За боевые заслуги».
Достойный сын своего народа проявил свою отвагу и на Курской дуге, и в боях за освобождение Беларусси.
Отличился в наступательных боях в Витебской области. 22 июня 1944 года, заменив выбывшего из строя командира роты, увлёк бойцов в атаку. Рота, ведя рукопашный бой, уничтожила значительное число гитлеровцев и освободила деревню Корташи (Шумилинский район).
Погиб в бою 6 сентября 1944 года.
Похоронен в деревне Киркели Бауского района Латвийской ССР (ныне Латвия).

## Награды
- Указом Президиума Верховного Совета СССР от 24 марта 1945 года за образцовое выполнение боевых заданий командования на фронте борьбы с немецко-фашистским захватчиками и проявленные при этом мужество и героизм гвардии старшему сержанту Иллазарову Исаю Иллазаровичу присвоено звание Героя Советского Союза (посмертно).
- Награждён орденами Ленина, Славы 3-й степени, медалью «За отвагу».

## Память
- Именем Героя назван внук Исай, улица в Нальчике и школа, в которой он учился. На здании школы установлена мемориальная доска.
- Улица в Хасавюрте также носит имя Иллазарова.
- Памятник: Воинское братское кладбище (Pilsetas kapi) в городе Бауска, ул. Биржу (Birzu), 5. Латвия (Latvija).
- Его именем в Москве назван Центр национальных культур.